# Roger Vanhaverbeke
Roger Vanhaverbeke (* 7. August 1930 in Ostende; † 5. März 2011 in Brüssel) war ein belgischer Jazz-Bassist.

## Leben und Wirken
Vanhaverbeke lernte als Kind Violine; nach Unterricht an der Musikakademie Ostende wechselte er zur Königlichen Konservatorium in Brüssel und absolvierte eine klassische Ausbildung; für seine Exzellenz erhielt er eine Silbermedaille. Unter dem Eindruck von Jazzviolinisten wie Eddie South, Joe Venuti oder Stéphane Grappelli wandte er sich dem Jazz zu. Bassist Joe Brown, der ihn auf der Violine improvisieren hörte, brachte ihn dazu, zum Kontrabass zu wechseln. 1950 war er Bassist im Mickey Bunner Orchester; danach ersetzte er Benoît Quersin im Oktett von Jack Sels, mit dem er durch Deutschland und Italien tourte und für die stationierten US-Truppen spielte. In dieser Zeit trat er auch im Jazzkeller Frankfurt bei Jamsessions auf. 1955 kehrte er nach Belgien zurück und spielte im Orchester von Franz Lebrun, das ein Engagement im Casino-Kursaal von Ostende hatte. 1962 ging er zu Henri Segers, der die BRT-Bigband reaktivierte; außerdem spielte er mit Fats Sadi und Etienne Verschueren, John Ouwerx, Nic Fissette und Johnny Renard.
Nach Auflösung der Band 1965 gründete er sein eigenes Trio, in dem Jean Fanis (Piano) und Al Jones (Schlagzeug) spielten, später Bob Porter bzw. Tony Bauwens (Piano) und Freddy Rottier am Schlagzeug. Daneben arbeitete er mit in Belgien gastierenden Musikern wie Don Byas, Clark Terry, Johnny Griffin, Roland Kirk, Art Farmer, George Coleman, Slide Hampton, Dexter Gordon, Sonny Stitt, Milt Jackson, Frank Rosolino, Kai Winding, Phil Woods, Toots Thielemans oder Scott Hamilton. Mit Etienne Verschueren nahm er sein Debütalbum Early Spring auf. Mit seinem New Look Trio entstand 1992 das Album Atmosphere (auf einigen Titeln war auch Sängerin Judy Niemack beteiligt). 1994 folgte Remember Adolphe Sax, bei dem der Saxophonist Gianni Basso mitwirkte. 1997 nahm Vanhaverbeke mit seinem Trio und der Sängerin Deborah Brown Live at the Blue Note auf.
Neben seiner Musikerkarriere war Vanhaverbeke auch als Impresario tätig; er organisierte in Belgien u. a. Auftritte von Don Friedman und Toots Thielemans. Außerhalb des Jazz begleitete er auch Künstler wie Danielle Darrieux, Dalida, Yves Montand, Dario Moreno, Caterina Valente, Nat King Cole, Paul Anka und The Golden Gate Quartet.